# Guimen
Guimen (Guymen), jedna od lokalnih skupina Olamentke Indijanaca, porodica Moquelumnan, sa zapadne obale Kalifornije.  Prema Chorisu i Kotzebueu govorili su istim jezikom kao i Tamal i Sonomi. 

## Vanjske poveznice
- Moquelumnan Family